# Jyrki Järvilehto
JJ Lehto, de son vrai nom Jyrki Juhani Järvilehto, est un pilote automobile finlandais né le 31 janvier 1966 à Espoo (Finlande).

## Biographie
Jeune protégé de l'ancien champion du monde de Formule 1 Keke Rosberg, JJ Lehto connaît un brillant début de carrière dans les formules de promotion. Après avoir gagné les titres européens, scandinaves et finlandais de Formule Ford 1600, il part en Angleterre en 1987 où il domine tout de suite les championnats national et européen de Formule Ford 2000 avant de remporter en 1988 le championnat britannique de Formule 3.
La Formule 3000 est un terrain de chasse beaucoup moins fructueux en 1989, ce qui ne l'empêche pas d'accéder à la Formule 1 en fin de saison au sein de la prometteuse écurie Onyx. Mais l'aventure Onyx s’avérera être un véritable fiasco, l'écurie fermant ses portes au beau milieu de la saison 1990 après de nombreuses péripéties politico-économiques. En 1991, Lehto signe dans l'écurie italienne Scuderia Italia qui engage des Dallara. Il se met en évidence en début de saison en montant sur le podium du GP de Saint-Marin sous la pluie. Compte tenu de la faiblesse de son matériel, la suite est plus difficile, mais en 1993, il est engagé par la toute nouvelle et ambitieuse écurie Sauber. Ses bons résultats lui permettent d'être recruté pour la saison 1994 par Benetton-Ford aux côtés de Michael Schumacher.
Chez Benetton, Lehto dispose pour la première fois d'un matériel capable de lui faire entrevoir la victoire. Malheureusement, l'aventure tournera au désastre avant même d'avoir commencé. Gravement accidenté et blessé aux vertèbres cervicales à l'occasion d'une séance d'essais hivernale, il est contraint de déclarer forfait pour le début de saison, laissant son baquet au jeune Néerlandais Jos Verstappen. De retour à la compétition à l'occasion du funeste GP de Saint-Marin, il s'avère rapidement que Lehto est loin du niveau de compétitivité espéré par Benetton, à tel point que l'équipe préfère le remplacer au bout de quelques courses, à nouveau par Verstappen. De retour au volant de la Benetton à la fin de l'été le temps de deux courses (en remplacement de Schumacher, suspendu par le pouvoir sportif), il termine finalement la saison chez Sauber. Mais son image très écornée par ses calamiteuses prestations sur la Benetton ainsi que les doutes sur son état de santé (Lehto a-t-il recouvré l'intégralité de ses moyens à la suite de son accident du début d'année ?) ne lui permettent pas de retrouver un volant en F1.
Chassé de la F1, Lehto se bâtit néanmoins une excellente réputation dans le monde de l'endurance et du Grand Tourisme. En 1995, profitant de la pluie, il remporte à la surprise générale les 24 Heures du Mans au volant de la McLaren F1 GTR (théoriquement incapable de lutter contre les Prototypes). Puis en 1996 et 1997, toujours au volant de la McLaren, il multiplie les exploits dans le championnat FIA GT face aux redoutables Mercedes-Benz CLK GTR (victoire à Hockenheim, à Spa et au Mugello notamment). Et c'est justement Mercedes qui lui offre l'occasion de relancer sa carrière en monoplace en facilitant son engagement dans le championnat CART aux États-Unis, au sein de l'écurie Hogan. Mais Lehto ne parviendra jamais à s'imposer dans cette discipline, et perdra son volant avant même la fin de saison.
De retour dans les divers championnats d'endurance, notamment l'American Le Mans Series (victoire à Sonoma, à Road Atlanta, à Road America, à Laguna Seca et à Las Vegas en 1999 ; et à Miami, en 2003) en Amérique du Nord, Lehto remporte de nouveau les 24 Heures du Mans en 2005 sur Audi R8.
Poursuivi pour homicide involontaire, JJ Lehto est condamné en décembre 2011 à deux ans et quatre mois de prison pour avoir eu un accident de bateau alors qu'il était ivre et provoqué la mort d'un de ses amis, lui-même ayant été blessé à la tête et aux côtes. Le tribunal du district de Lansi-Uudenmaan a jugé que JJ Lehto était saoul et en excès de vitesse lorsque son bateau a heurté un pont en juin 2010 dans le canal de Raasepori. Un an plus tard, en novembre 2012, JJ Lehto est acquitté en appel.

## Résultats en championnat du monde de Formule 1
| Saison | Écurie                                                 | Châssis     | Moteur                        | Pneus    | GP disputés | Points inscrits | Classement |
| ------ | ------------------------------------------------------ | ----------- | ----------------------------- | -------- | ----------- | --------------- | ---------- |
| 1989   | Moneytron Onyx Formula One                             | ORE-1       | Ford-Cosworth V8              | Goodyear | 2           | 0               | Nc.        |
| 1990   | Moneytron Onyx Formula One Monteverdi Onyx Formula One | ORE-1B      | Ford-Cosworth V8              | Goodyear | 5           | 0               | Nc.        |
| 1991   | BMS Scuderia Italia                                    | Dallara 191 | Judd V10                      | Pirelli  | 16          | 4               | 12e        |
| 1992   | BMS Scuderia Italia                                    | Dallara 192 | Ferrari V12                   | Goodyear | 15          | 0               | Nc.        |
| 1993   | P.P Sauber AG                                          | C12         | Sauber V10                    | Goodyear | 16          | 5               | 13e        |
| 1994   | Mild Seven Benetton Ford Broker Sauber Mercedes        | B194 C13    | Ford-Cosworth V8 Mercedes V10 | Goodyear | 8           | 1               | 24e        |

## Résultats aux 24 Heures du Mans

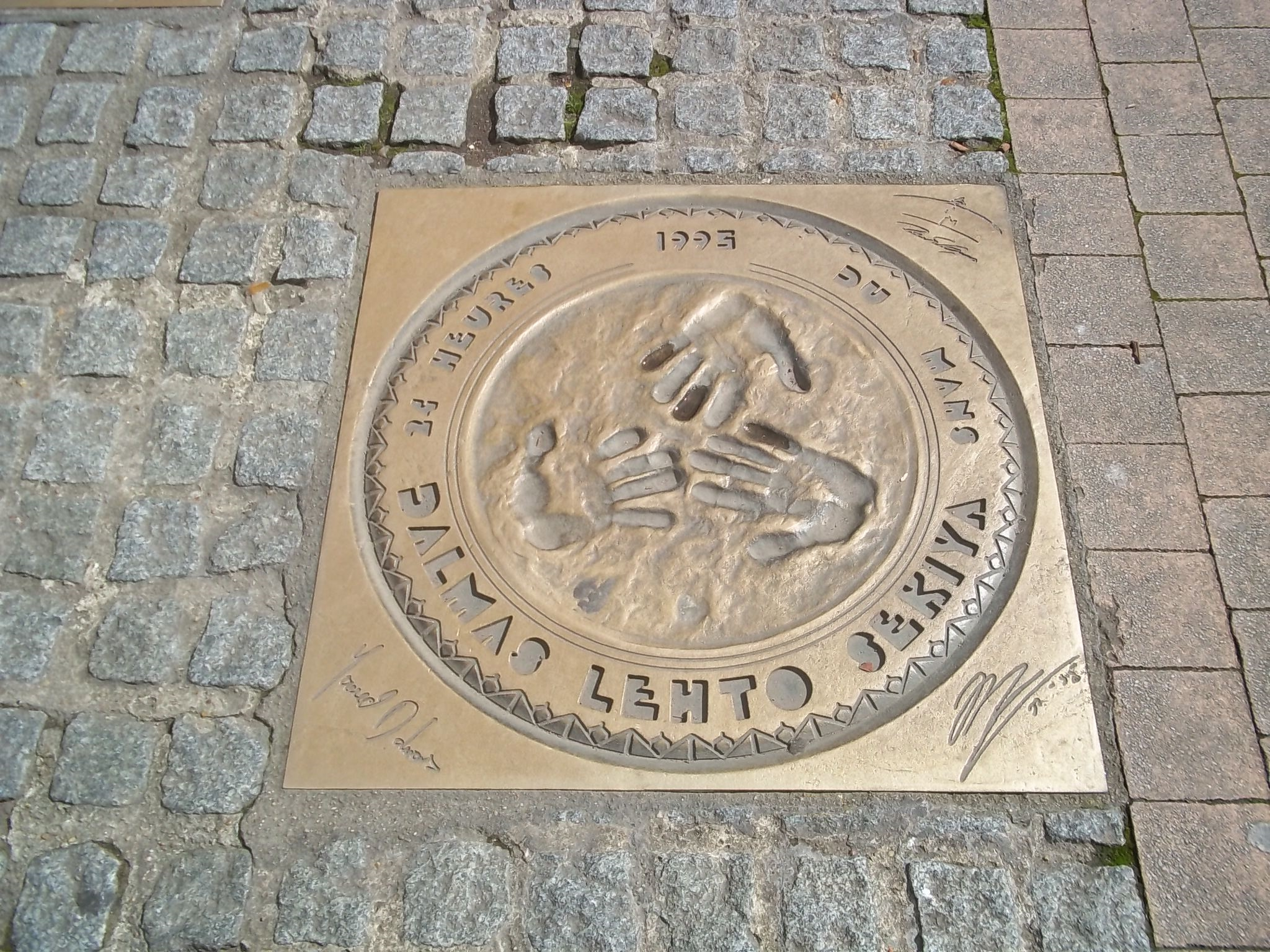
Plaque des empreintes des vainqueurs des 24 heures 1995 - Walk of fame - Le Mans

| Année | Voiture                   | Équipe                     | Équipiers                         | Résultat  |
| ----- | ------------------------- | -------------------------- | --------------------------------- | --------- |
| 1990  | Porsche 962C GTi          | Richard Lloyd Racing       | Manuel Reuter / James Weaver      | Abandon   |
| 1991  | Porsche 962 CK6           | Kremer Racing              | Manuel Reuter / Harri Toivonen    | 9e        |
| 1995  | McLaren F1 GTR            | Kokusai Kaihatsu Racing    | Yannick Dalmas / Masanori Sekiya  | Vainqueur |
| 1996  | McLaren F1 GTR            | Gulf Racing                | Ray Bellm / James Weaver          | 9e        |
| 1997  | McLaren F1 GTR            | BMW Motorsport / Schnitzer | Nelson Piquet / Steve Soper       | Abandon   |
| 1999  | BMW V12 LMR               | BMW Motorsport             | Tom Kristensen / Jörg Müller      | Abandon   |
| 2002  | Cadillac Northstar LMP-02 | Team Cadillac              | Éric Bernard / Emmanuel Collard   | 12e       |
| 2003  | Audi R8                   | Champion Racing            | Stefan Johansson / Emanuele Pirro | 3e        |
| 2004  | Audi R8                   | ADT Champion Racing        | Emanuele Pirro / Marco Werner     | 3e        |
| 2005  | Audi R8                   | ADT Champion Racing        | Tom Kristensen / Marco Werner     | Vainqueur |

## Palmarès
- Vainqueur du championnat de Grande-Bretagne de Formule 3 en 1988
- Coupe des Nations: 1999 (avec Tommi Mäkinen & Kari Tiainen, pour la Finlande, à Grande Canarie)
- Vainqueur des 24 Heures du Mans en 1995 et 2005
- Vainqueur de l'American Le Mans Series en 2004